# Lycus ampliatus
Lycus ampliatus es una especie de escarabajo de alas de red perteneciente a la familia Lycidae.

## Descripción
Élitros son redondeados apicalmente en ambos sexos de esta especie. En el macho, los élitros se ven uniformemente subconvexos e hinchados.
L. Ampliatus tiene una longitud entre 8-24 milímetros (0,3-0,9 plg) y 3-9 milímetros (0,1-0,4 plg) de ancho. La cabeza es deprimida transversalmente entre los ojos, formando dos hoyos profundos.